# Monarch Airlines
Monarch Airlines – nieistniejąca brytyjska czarterowa linia lotnicza z siedzibą w Luton. Obsługiwała połączenia głównie z krajami basenu Morza Śródziemnego. Głównymi hubami były port lotniczy Birmingham, Londyn-Luton, Londyn-Gatwick, Manchester i Leeds/Bradford.
2 października 2017 w związku z problemami finansowymi linia zawiesiła loty. Pierwsze informacje o problemach finansowych pojawiły się we wrześniu 2016 roku. Przewoźnik zdementował doniesienia medialne, jednak problemem stało się przedłużenie licencji na wykonywanie lotów. Zawieszenie operacji lotniczych wymusiło zorganizowanie akcji, w której przewieziono ponad 110 000 pasażerów pozostawionych przez przewoźnika poza krajem. W celu realizacji celu Brytyjski Urząd Lotnictwa Cywilnego wyczarterował 38 samolotów od 15 innych przewoźników. Koszt akcji oszacowano na 60 mln GBP i pokryto funduszem gwarancyjnym Air Travel Trust Fund.
Był to największy przewoźnik w historii Wielkiej Brytanii, który zbankrutował do roku 2017. Zwolnionych zostało 2000 osób, a bankructwo miało wynikać z nieudanej restrukturyzacji. Wcześniejsze czynniki jakie wymieniono to: konkurencja cenowa i osłabienie kursu funta po Brexicie. 

## Flota
W maju 2016 flota składała się z 35 maszyn:
- Airbus A320 (10)
- Airbus A321 (25)

W 2017 średni wiek floty wynosił 12,3 lat.